# Robert Grossmann
Robert Grossmann   (Estrasburg, 14 d'octubre de 1940 - Estrasburg, 24 de desembre de 2023) va ser un polític alsacià. Es llicencià en dret a la Universitat d'Estrasburg i el 1965 fundà la Unió de Joves pel Progrés (UJP), de caràcter gaullista. El mateix any fou escollit regidor d'Estrasburg i membre del Consell General del Baix Rin, càrrec que ocupà fins al 2001. Del 1977 al 1989 fou tinent d'alcalde d'Estrasburg i el 1971-1989 vicepresident de la Comunitat Urbana d'Estrasburg, de la que en serà president de 2001 a 2008 per la UMP.
També va ser un dels impulsors de l'eurodistricte CUS-Ortenau. Fou adjunt a l'alcaldia d'Estrasburg fins que els mals resultats de les eleccions comunals franceses de 2008 el van fer dimitir de tots els seus càrrecs.